# Dmitrij Tschižewskij

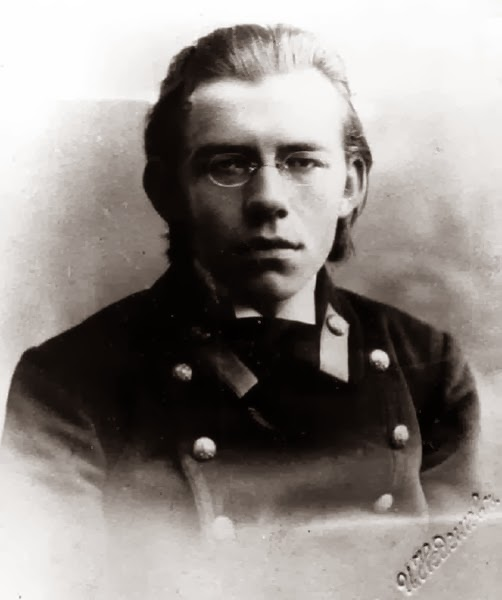
Dmitrij Tschižewskij

Dmitrij Tschižewskij (Eigenschreibweise, russisch Дмитрий Чижевский Dmitrij Tschižewskij, Betonung: Dmítrij Tschižéwskij; ursprünglich ukrainisch Дмитро Чижевський Dmytro Tschyschewskyj, auch Dmytro Čyževs'kyj; * 23. Märzjul. / 4. April 1894greg. in Alexandrija, Russisches Kaiserreich; † 18. April 1977 in Heidelberg, Deutschland) war ein deutscher Slawist, Philosoph und Kulturwissenschaftler russisch-ukrainischer Herkunft.

## Leben
Tschižewskij studierte zunächst in St. Petersburg (1911–1913) und dann in Kiew, wo er sein Studium 1918 abschloss. 1921 emigrierte er nach Deutschland, wo er u. a. bei Karl Jaspers und Martin Heidegger Philosophie studierte, ab 1924 war er Dozent für Ukrainisch an der Freien Ukrainischen Universität in Prag. 1932 wurde er Lektor für Russisch an der Universität Halle und blieb dies bis 1945. Da seine Frau, die er 1919 geheiratet hatte, jüdischer Abstammung war, galt Tschižewskij als „nichtarisch versippt“. Seine Frau emigrierte 1939 mit der Tochter in die USA.
Nach Kriegsende floh er nach Marburg, wo er bis 1951 Gastprofessor war, danach lehrte er bis 1956 an der Harvard-Universität. Von 1956 an war er Professor für Slawistik an der Ruprecht-Karls-Universität Heidelberg. Er lehrte auch als Gastprofessor an der Universität zu Köln. Nach Zeiten der Staatenlosigkeit nahm er die deutsche Staatsbürgerschaft an. Seit 1962 war er Mitglied der Heidelberger Akademie der Wissenschaften. Er war Mitglied der Gruppe Poetik und Hermeneutik.
Seine Arbeit im Bereich der Slawistik  umfasst eine große Anzahl von Werken über die Literatur und Philosophie Russlands, der Ukraine, sowie anderer slawischer Länder.
Dmitrij Tschižewskij wurde auf dem Bergfriedhof (Heidelberg) beigesetzt.

## Schriften (Auswahl)
in der Reihenfolge des Erscheinens
- Hegel in Rußland (= Veröffentlichungen der slavistischen Arbeitsgemeinschaft an der Deutschen Universität Prag, Band 9). Prag 1934 (Dissertation, Universität Halle 1933)
  - Überarbeitete Ausgabe unter dem Titel Hegel bei den Slaven. Stiepel, Reichenberg in Böhmen 1934; 2., verbesserte Auflage: Wissenschaftliche Buchgesellschaft, Darmstadt 1961.
- Geschichte der Altrussischen Literatur im 11., 12. und 13. Jahrhundert. Kiever Epoche. Klostermann, Frankfurt am Main 1948.
- Nachwort zu Die toten Seelen. Übersetzt von Fred Ottow, Winkler, München 1949, S. 475–494.[3]
- Europa und Rußland. Texte zum Problem des westeuropäischen und russischen Selbstverständnisses. Wissenschaftliche Buchgesellschaft, Darmstadt 1959.
- Russische Geistesgeschichte. 2 Bände. Rowohlt, Hamburg 1959 und 1961.
  - Band 1: Das heilige Rußland. 10. bis 17. Jahrhundert. 1959 (= Rowohlts deutsche Enzyklopädie, Band 84).
  - Band 2: Zwischen Ost und West. 18. bis 20. Jahrhundert. 1961 (= Rowohlts deutsche Enzyklopädie, Band 122).
- Vergleichende Geschichte der slavischen Literaturen. 2 Bände. Berlin 1968.
  - Band 1: Einführung. Anfänge des slavischen Schrifttums bis zum Klassizismus.
  - Band 2: Von der Romantik bis zur Moderne.